# Гранд хотел (сериал)
„Гранд Хотел“ (на испански: Gran Hotel) е испански драма-мистериозен сериал. Първият епизод е излъчен на 4 октомври 2011, а последния на 25 юни 2013. Има общо 40 епизода всеки с продължителност около 80 мин. Главните герои са Йон Гонзалес и Амая Саламанка. Действието се развива в Сантандер в началото на XX в.

## Сюжет
Историята започва през 1905 г. с мистериозното изчезване на камериерката Кристина Олмедо. Шест месеца по-късно в Гранд хотел пристига нейният брат Хулио, чиято цел е да разследва изчезването ѝ. Той започва работа в хотела, където се сприятелява с Андрес – синът на мениджъра и с Алисия – дъщеря на един от собствениците на Гранд хотел. Хулио и Алисия се влюбват един в друг, но тяхната връзка е изправена пред множество препятствия поради разликата в общественото им положение. Заедно те се опитват да разплетат мрежата от лъжи, тайни и мистериозни обстоятелства, които крие Гранд хотел. Накрая Алисия и Хулио откриват щастието когато заминават след толкова много трудности те са заедно.

## Герои
| Герой                    | Актьор          | Бележки |
| ------------------------ | --------------- | --- |
| Хулио Олмедо / Еспиноса  | Йон Гонзалес    | Хулио е от бедно семейство. Брат на Кристина, пристига в хотела, за да посети сестра си. Тогава обаче разбира, че тя е изчезнала. Поради тази причина, той решава да остане като сервитьор да разследва какво се е случило с нея. В хотела Хулио се влюбва в дъщерята на собственичката, Алисия. |
| Алисия Аларкон           | Амая Саламанка  | Най-малката дъщеря на семейство Аларкон. Разбира, че Хулио е дошъл в хотела, за да намери сестра си и решава да му помогне. Принудена е от майка си да се ожени за Диего, въпреки че не го обича. Докато помага на Хулио се влюбва в него, но любовта им е невъзможна, поради разликата в общественото им положение. |
| Тереса Аларкон           | Адриана Осорес  | Вдовицата на Карлос Аларкон и собственицата на хотела. Тя манипулира и лъже всеки, само и само да защити хотела. По време на всичките ѝ мръсни сделки неин съюзник е Диего. Дори кара по-малката си дъщеря, Алисия, да се ожени за него. |
| Хавиер Аларкон           | Елой Асорин     | Единствения син на Тереса и Карлос Аларкон. Той е черната овца на семейството. Има репутация на женкар. В живота му има много алкохол, битки и хазарт и е замесен в много от престъпленията в сериала. |
| Диего Муркия             | Педро Алонсо    | Директор на хотела на семейство Аларкон. Той е съавтор на плановете на доня Тереса Аларкон. Диего е претендент за ръката на Алисия Аларкон. Всъщност Диего се казва Андриан Вера Селанде и крие куп тайни и престъпления. |
| Андрес Аларкон / Сернуда | Йоренс Гонзалез | Сервитьор в Гранд Хотел и син на гувернантката на хотела, Анхела. БФФ-то на Хулио и му помага да намери сестра си. Влюбен е в Белен и търси щастието което никога не е имал. Всъщност Андрес е извънбрачния син на дон Карлос Аларкон и брат на Алисия, Хавиер и София. |
| Майте Ребейес            | Меган Монтанер  | Приятелка на Алисия. С Алисия се познават от университета в Мадрид. Идва в хотела, за да помогне на Алисия и нейния любим, Хулио, да бъдат заедно. Но още като го вижда се влюбва в него. Накрая се жени за Андрес. |